# UNE 166006
La UNE 166006 es una norma UNE que define los requisitos de un sistema de vigilancia tecnológica e inteligencia competitiva. Junto con otras normas, forma parte de la serie UNE 166000.

## Requisitos
Esta norma establece, entre otros, los siguientes requisitos:
- Documentación y registro de los procedimientos, hallazgos y otros aspectos relevantes para la norma.
- Responsabilidad de la Dirección en el proceso de vigilancia tecnológica.
- Disponibilidad de recursos suficientes y adecuados.
- Establecimiento de un proceso de vigilancia tecnológica consistente en tres fases: identificación de las necesidades y fuentes de información; búsqueda, tratamiento y validación de la información; y puesta en valor de la misma.
- Acciones tomadas en relación con los resultados.
- Medición, análisis y mejora del proceso.

## Valoración de la norma UNE 166006
La vigilancia tecnológica contribuye a aportar ideas utilizables en proyectos de I+D+i. También es de gran utilidad apoyando la toma de decisiones relativas a la estrategia tecnológica, reduciendo los riesgos inherentes en las mismas.